# Otoe
Otoe ali tudi Oto (Chiwere: Jiwére) so staroselsko ljudstvo v Združenih državah Amerike na Srednjem zahodu. Jezik Otoe je Chiwere jezik, je del družine Siouan in je tesno povezan z jeziki sorodnih plemen Iowa, Missouria in Ho-Chunk (Winnebago).
V preteklosti je pleme Otoe živelo kot polnomadsko ljudstvo na Centralnih ravnicah ob bregu reke Missouri v Nebraski, Kansasu, Iowi in Missouriju. Živeli so v kočah iz brestovega lubja, medtem ko so kmetovali in uporabljali tipije med potovanjem, kot mnoga druga plemena ravnic. Pogosto so zapustili svoje vasi, da bi lovili bizone.
V zgodnjem 19. stoletju so bile mnoge njihove vasi uničene zaradi vojskovanja z drugimi plemeni. Evropsko-ameriško poseganje in bolezni so prav tako igrale vlogo pri njihovem upadu. Danes ljudje Otoe pripadajo zvezno priznanemu plemenu, Otoe-Missouria Tribe of Indians, s sedežem v Red Rocku, Oklahoma.

## Zgodovina
Otoe so bili nekoč del plemen Ho-Chunk in Siouan-govorečih plemen Zahodnih Velikih jezer in Zgornjega Srednjega zahoda. Okoli 16. stoletja so se zaporedne skupine ločile in migrirale proti zahodu in jugu. Te so postale ločena plemena, Otoe, Missouria in Ioway. Otoe so se naselili v spodnji dolini reke Nemaha. Sprejeli so konjsko kulturo in polnomadski življenjski slog Velikih ravnic, pri čemer je ameriški bizon postal osrednji del njihove prehrane in kulture.

### Evropski stik
Ko se je odprava Lewisa in Clarka odpravila po reki Missouri, da bi raziskala novo ozemlje, so bili Otoe prvo pleme, ki so ga srečali. Srečali so se na mestu na zahodnem bregu reke Missouri, ki je postalo znano kot Council Bluff.
Kot druga plemena Velikih ravnic so Otoe občasno zapustili svoje vasi, da bi lovili bizone. Med letoma 1817 in 1841 so Otoe živeli okoli ustja reke Platte v današnji Nebraski. Okrožje Otoe v Nebraski še vedno nosi njihovo ime. V tem času so se družine Missouria, ki so preživele evropske bolezni in poseganje, ponovno združile z njimi, da bi oblikovale pleme Otoe-Missouri. Zbirali so se z drugimi, da bi trgovali z evropskim blagom.
V 1830-ih so evropsko-ameriški trgovci poskušali vplivati na člane plemena z alkoholom. Ko je njihova odvisnost od alkohola rasla, moški niso več lovili, ampak so se zatekli k ropanju praznih vasi plemena Pawnee, medtem ko so bili ti ljudje na lovu. Krščanski misijonarji so tam zgradili misijon.
Leta 1854 so Otoe-Missouria z pogodbo odstopili večino svojih zemljišč južno od reke Platte v vzhodni Nebraski ZDA. Ohranili so rezervat Oto ob reki Big Blue na današnji meji med Kansasom in Nebrasko. Težko so se prilagodili življenju v rezervatu.

### Premik na indijansko ozemlje
V 70. letih 19. stoletja se je pleme razdelilo na dve frakciji. Skupina Coyote je zagovarjala takojšen premik na indijansko ozemlje, kjer so verjeli, da bodo lahko bolje ohranili svoje tradicionalno plemensko življenje zunaj vpliva belcev. Skupina Quaker je zagovarjala ostajanje na zemljišču ob reki Big Blue. Bili so pripravljeni prodati zahodno polovico rezervata belcem, da bi pridobili dohodek za plemensko rento.
Do pomladi 1880 je približno polovica plemena zapustila rezervat in se naselila pri narodu Sauk in Fox na indijanskem ozemlju. Do naslednjega leta so preostali člani Otoe v Nebraski, zaradi zmanjšanih možnosti za samozadostnost in nenehnega pritiska belih naseljencev, prodali rezervat Big Blue. Preselili so se v Oklahomo.
Z že prisotnimi Otoe-Missouria so kupili nov rezervat v Cherokee Outletu na indijanskem ozemlju. To je v današnjih okrožjih Noble in Pawnee v Oklahomi. Danes je pleme Otoe-Missouria uradno priznano. Sedež ima v Red Rocku v Oklahomi.